# Kostriš
Kostriš (staračac, dragušac, sikovičica; lat. Senecio), kozmopolitski rod jednogodišnjeg i dvogodišnjeg raslinja i trajnica, polugrmova, grmova i penjačica iz porodice zvjezdanovki, dio je podtribusa Senecioniinae. Neki su dijelovi roda odvojeni, drugi će vjerojatno uslijediti. S druge strane, glavni dijelovi Culcitiuma i Erechtitesa ponovno su integrirani u Senecio.
Na popisu je preko 1400 vrsta, i jedan je od najvećih biljnih rodova na svijetu. Znatan broj vrsta raste i u Hrvatskoj , oko 30, no u stvari 17, jer su neke prenesene udruge rodove.

## Etimologija
Rod Senecio je nazvao Linnaeus prema latinskom značenju senex što znači 'starac', vjerojatno zbog bijelih papusa na sjemenskoj kapsuli koji podsjećaju na sijedu bradu i kosu.  

## Opis
Zeljasto bilje, polugrmovi ili grmovi, ponekad sukulenti ili penjačice. Listovi naizmjenični, ponekad radikalni, cjeloviti ili režnjeviti. Capitula (cvat ili skupinu cvjetova koji rastu zajedn) su ili 1) heterogamna s rubnim fertilnim (rijetko sterilnim) ženskim cvjetovima i biseksualnim diskastim cvjetovima ili 2) homogamna. Čašica obično mnogo kraćih bazalnih brakteja. Cvjetovi obično žuti, rjeđe ljubičasti ili bijeli. Filari u 1 podjednakom nizu. Receptakul ravan ili ± konveksan, bez ljuski. Pappus od čekinja. 
Vrstama ovoga roda hrane se larve leptira Metarctia lateritia i Rhodogastria amasis. 

## Vrste

### Vrste u Hrvatskoj
U Hrvatskoj je na popisu 30 vrsta, ali neke od njih prenesene su u druge rodove.
1. Senecio angulatus L.f., nagnuti staračac
2. Senecio cacaliaster Lam., cjevastocvjetni staračac
3. Senecio caroli-maly Horvatić,  sinonim za Senecio leucanthemifolius subsp. leucanthemifolius; Karoli-Malyjev staračac
4. Senecio doria L., peterocvjetni staračac
5. Senecio doronicum (L.) L., divokozjački staračac
6. Senecio germanicus Wallr.,   njemački staračac
7. Senecio inaequidens DC., nejednakozubi staračac
8. Senecio leucanthemifolius Poir., priobalni staračac
9. Senecio ovatus (P. Gaertn., B. Mey. et Scherb.) Willd.,   šumski staračac
10. Senecio sarracenicus L., riječni staračac
11. Senecio scopolii Hoppe et Hornsch. ex Bluff et Fingerh.; vunenastodlakavi staračac
12. Senecio squalidus L.; kamenjarski staračac
13. Senecio sylvaticus L.;  šumski kostriš
14. Senecio thapsoides DC.;  divizmoliki staračac
15. Senecio vernalis Waldst. et Kit.; proljetni staračac
16. Senecio viscosus L.; ljepljivi staračac
17. Senecio vulgaris L. ; obični staračac

Nekadašnji članovi:
1. Senecio abrotanifolius L., sinonim za Jacobaea abrotanifolia subsp. abrotanifolia; planinski staračac,
2. Senecio aquaticus Hill, sinonim za  Jacobaea aquatica ; vodeni staračac
3. Senecio bicolor (Willd.) Tod., sinonim za Jacobaea maritima subsp. bicolor; dvobojni staračac.
4. Senecio erraticus Bertol., sinonim za Jacobaea erratica;  razgranjeni staračac
5. Senecio erucifolius L. , sinonim za Jacobaea erucifolia;  rasperani staračac
6. Senecio incanus L., sinonim za Jacobaea incana; sivobijeli staračac
7. Senecio jacobaea L., sinonim za Jacobaea vulgaris; Jakobov staračac
8. Senecio lycopifolius Desf. ex Poir., sinonim za Jacobaea lycopifolia;  vukolisni staračac
9. Senecio mikanioides Otto ex Walp., sinonim za  Delairea odorata; mirisavi staračac
10. Senecio paludosus L., sinonim za Jacobaea paludosa; močvarni staračac
11. Senecio papposus (Rchb.) Less., sinonim  za Tephroseris papposa; bosanski staračac
12. Senecio subalpinus Koch ; sinonim za Jacobaea subalpina; pretplaninski staračac
13. Senecio ×lyratifolius Rchb., sinonim za Jacobaea ×lyratifolia

## Sinonimi
Postoje mnogobrojni sinonimi.